# Isocrinidae
De Isocrinidae zijn een familie van stekelhuidigen uit de orde Isocrinida.

## Geslachten
- onderfamilie Isocrininae Gislén, 1924
  - Hypalocrinus A.H. Clark, 1908
  - Isocrinus von Meyer, 1836 †
  - Neocrinus Thomson, 1864